# Nowa Technika Wojskowa
Nowa Technika Wojskowa – ukazujący się od 1991 pierwszy w Polsce niezależny (od MON) miesięcznik hobbystyczny o tematyce ogólnowojskowej, poświęcony technice wojskowej, wydawany przez wydawnictwo Magnum-X. Początkowo od maja 1991 ukazywał się pod tytułem „Technika Wojskowa”, od lipca 1992 roku zmienił tytuł na obecny „Nowa Technika Wojskowa”.

## Historia
Pierwszy numer, oznaczony 1/91, był wydany w maju 1991 roku, liczył 32 strony, w tym cztery kolorowe i kolorowe strony okładki, a cena wynosiła 9000 ówczesnych złotych. Pierwotnie czasopismo nosiło tytuł „Technika Wojskowa”. Pierwszym redaktorem naczelnym był Cezary Szoszkiewicz, a wydawcą spółka cywilna Technika Wojskowa. Od lipca 1992 roku wydawcą została spółka cywilna Lampart, a miesięcznik zmienił nazwę na „Nowa Technika Wojskowa”, z taką samą szatą graficzną i składem redakcji. Liczba stron sięgała wówczas 40. Pod koniec 1992 roku redaktorem naczelnym został Krzysztof Zalewski, a liczba kolorowych stron wzrosła do ośmiu. Od początku 1993 roku wydawcą została ostatecznie Magnum-X Sp. z o.o.

## Redaktorzy naczelni
- Cezary Szoszkiewicz (1991 – kwiecień 1992)[2][3]
- Igor Witkowski (maj-czerwiec 1992)[3]
- Cezary Szoszkiewicz (lipiec-sierpień 1992)[4]
- Krzysztof Zalewski (październik 1992 –)[5]
- Mariusz Cielma (2020)[1]